# Weinmannia minutiflora
Weinmannia minutiflora är en tvåhjärtbladig växtart som beskrevs av John Gilbert Baker. Weinmannia minutiflora ingår i släktet Weinmannia och familjen Cunoniaceae. Inga underarter finns listade i Catalogue of Life.